# Jeff Stinco
Jeff Stinco (ur. 22 sierpnia 1978 w Montrealu) – członek i jeden z założycieli pop-punkowej grupy Simple Plan. W zespole gra na gitarze. Poprzednio pracował jako nauczyciel gry na tym instrumencie. Gra przeważnie na gitarach takich jak: Gibson Les Paul, Fender Telecaster i Gibson ES-335.